# Sun Wu-kchung

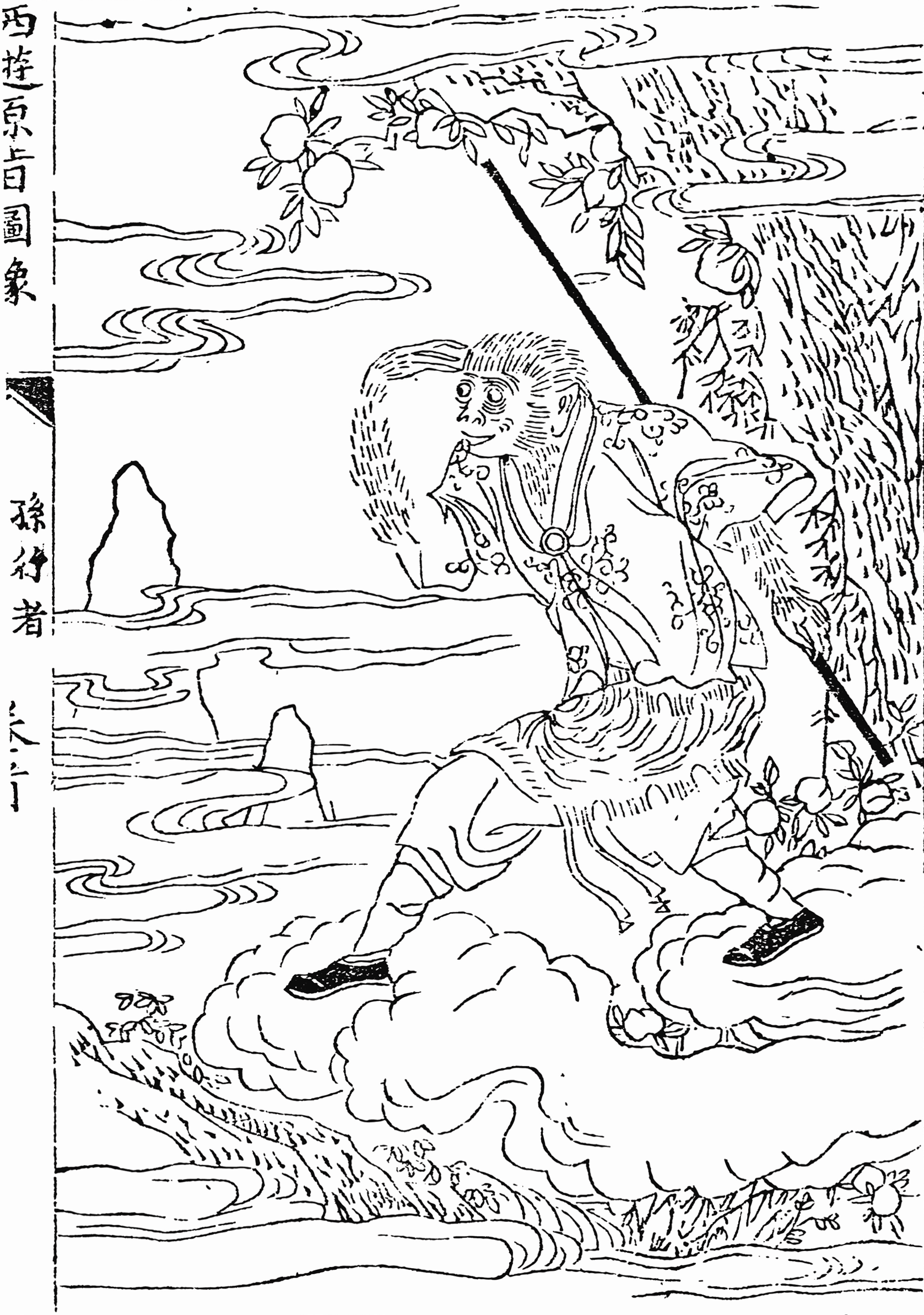
Sun Wu-kchung na ilustraci k vydání románu Putování na západ z roku 1819.

Sun Wu-kchung (čínsky: 孫悟空, ZZ: 孙悟空, pinyin: Sūn Wùkōng), známý také jako Opičí král nebo Opičák Sun, je ústřední postava populárního čínského románu spisovatele Wu Čcheng-ena Putování na západ ze 16. století.
Podle románu se zrodil z kamenného vejce na hoře Bujných květů v zemi Ao-laj, pro své schopnosti se brzy stal opičím králem a se svými opičkami se usídlil v jeskyni Vodních závěsů. To však jeho neklidné a zvídavé povaze nestačilo, a tak se naučil lidskou řeč a toužil po dalším poznání. U patriarchy Subódhi, jednoho z žáků samotného Buddhy se naučil létat v mracích, 72 proměn i jiná kouzla, získal své jméno (Sun Wu-kchung znamená „Ten, který pochopil prázdnotu“) a nesmrtelnost. Pro jistotu se ještě sám vyškrtl z pekelných seznamů ve Světě temnot. Dostal se do nebe, kde ho Nefritový císař jmenoval nebeským podkoním. Když zjistil, že jde o podřadnou funkci, počal rebelii a prohlásil se „Velkým světcem rovným nebi“. V nebeských palácích řádil takovým způsobem, že si s ním nebeští hodnostáři nevěděli rady a Nefritový císař musel požádat o pomoc Nejvyššího Buddhu. Ten Suna za trest uvěznil pod horou Pěti prvků. Po pěti stech letech uvěznění mu bohové určili jako pokání, že bude doprovázet mnicha Tripitaku na cestě pro posvátné svitky súter do Indie a chránit ho. Tripitaka za pomoci bohyně Milosti Suna osvobodil ze zakletí. Opičák svůj úkol splnil a po dlouhé cestě, plné nástrah, bojů s démony a jinými zlými bytostmi dovedl Tripitaku a další dva průvodce Čuníka Ču Pa-ťie a Písečného mnicha Ša-senga až do Západního ráje k Nejvyššímu Buddhovi, který jim předal posvátná písma.
Román Putování na západ se stal v Číně nesmírně populární četbou a má velký význam i z literárně-historického hlediska. Je považován za jeden ze čtyř základních románů čínské literatury. Posloužil jako předloha pro mnoho divadelních i filmových adaptací nejen v Číně, ale i v dalších zemích a kulturách.
Do češtiny přeložila výbor z románu Putování na západ Zdenka Novotná (Heřmanová) a pod názvem Opičí král (Vyprávění o putování na západ) byl poprvé vydán roku 1961 Státním nakladatelstvím dětské knihy v Praze.

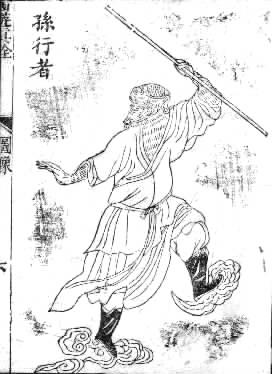
Opičák Sun jako ilustrace k Putování na západ.
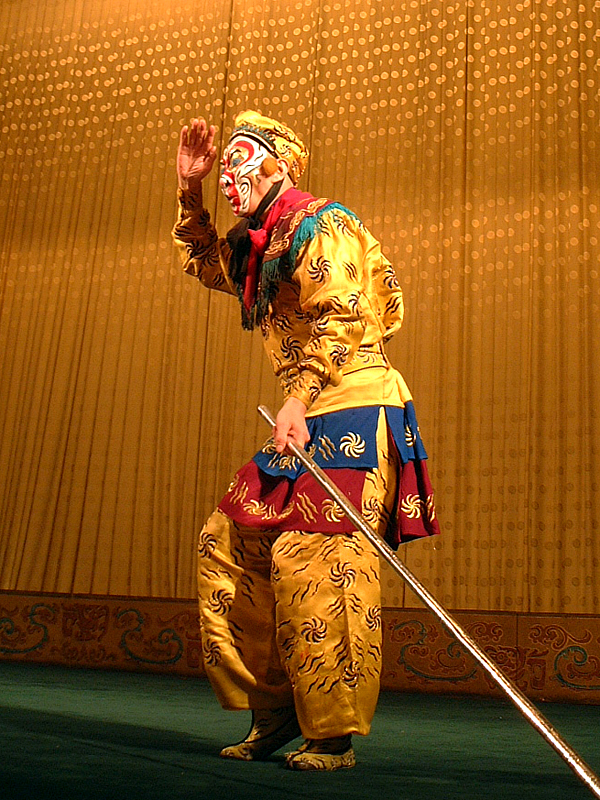
Postava Sun Wu-kchunga v Čínské opeře, rok 2006.
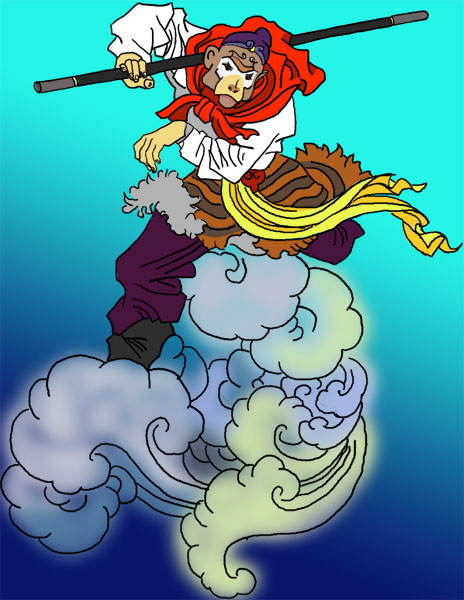
Sun neboli Tôn Ngộ Không ve vietnamské kreslené podobě.

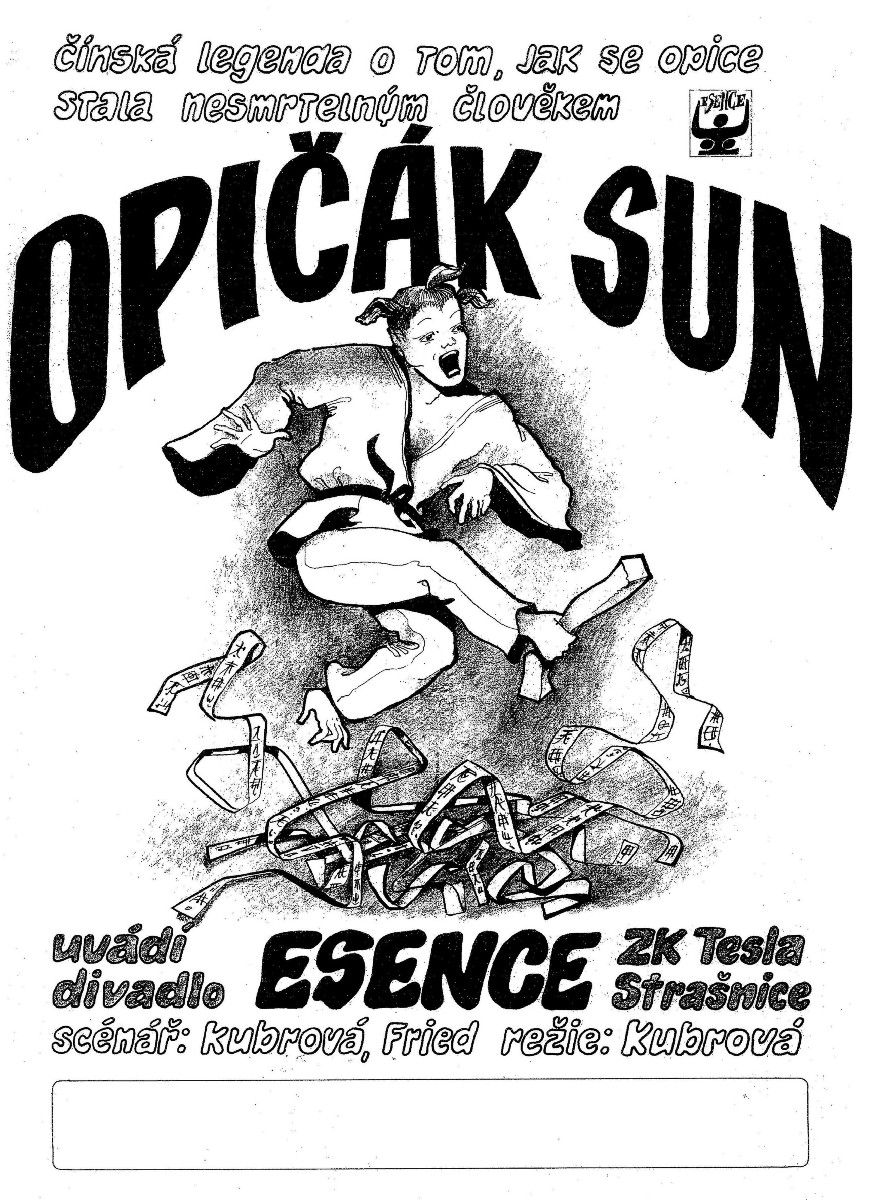
Sun na plakátu k inscenaci divadla Esence, rok 1984.
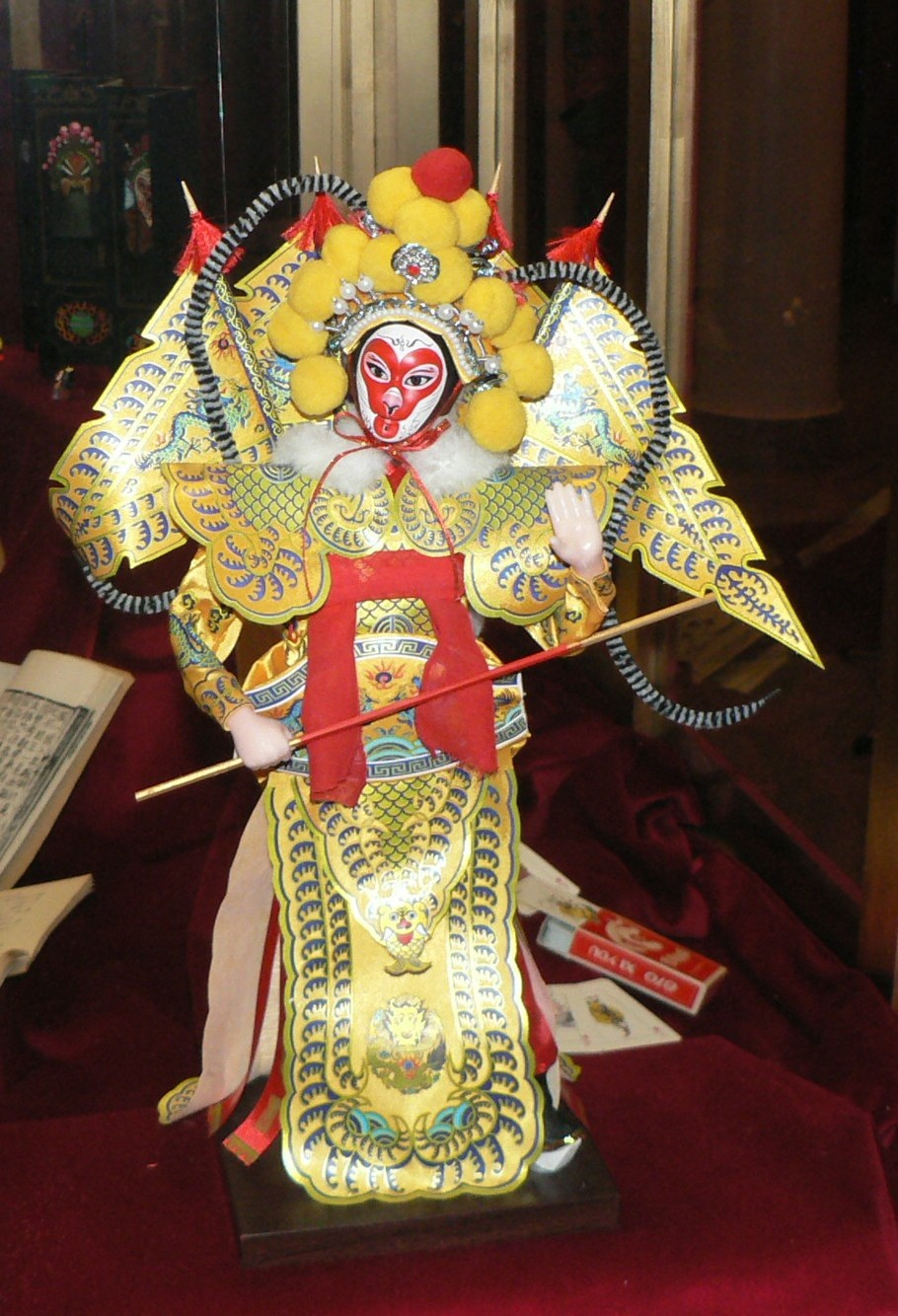
Figurka Opičího krále z Pekingu (na výstavě Opičí král a Expo 2010 v Holicích.
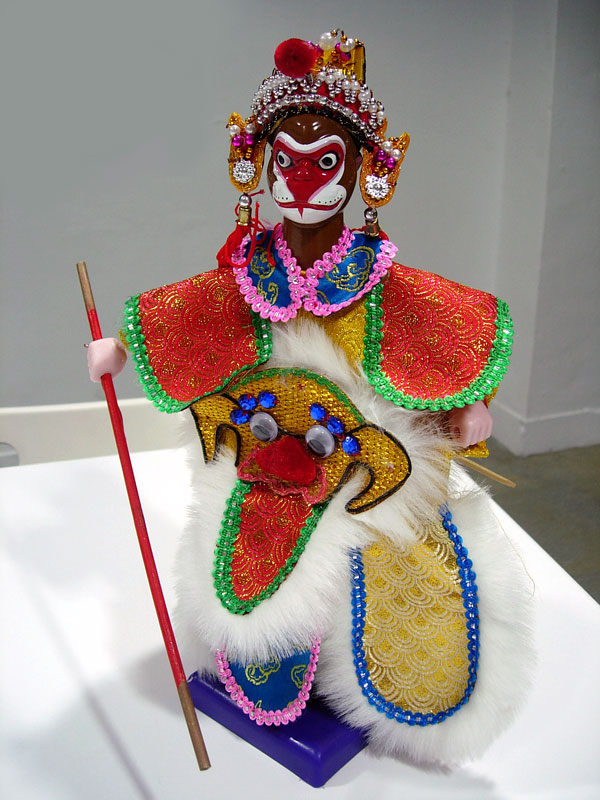
Opičí král z maňáskového divadla (Pò·-tē-hì) na Tchaj-wanu.